# Bello e impossibile
«Bello e impossibile» es una canción de la cantante italiana, originaria de la región de Toscana, Gianna Nannini. La canción fue el primer sencillo extraído de su séptimo álbum, Profumo (1986). 
La canción, escrita por la propia Nannini y Fabio Pianigiani, se publicó el 17 de abril de 1986 y obtuvo un considerable éxito en Italia, donde ingresó al top 20 de los sencillos más vendidos el 27 de septiembre siguiente y se mantuvo en la lista durante veinte semanas, hasta fines de enero de 1987. Incluso hoy, la canción es uno de los mayores éxitos y una de las más famosas de Nannini.
Alcanzó la posición número 2 en Italia, entre el 11 de octubre y el 1 de noviembre de 1986, y el número 7 en Austria y Suiza.

## Lista de temas

### 7"
1. «Bello e impossibile» (4:04)
2. «Vampiro canzone» (1:50)

## Créditos
- Gianna Nannini: voz
- Fabio Pianigiani: guitarra, teclado
- Hans Bäär: bajo
- Rolf Lammers: órgano Hammond
- Nikko Weidmann: sintetizador
- Rüdiger Braune: batería
- Fabiana De Geronimo, Gina Di Maio y Gloria Campoluongo: coros